# ピョートル・ゴルチャコフ

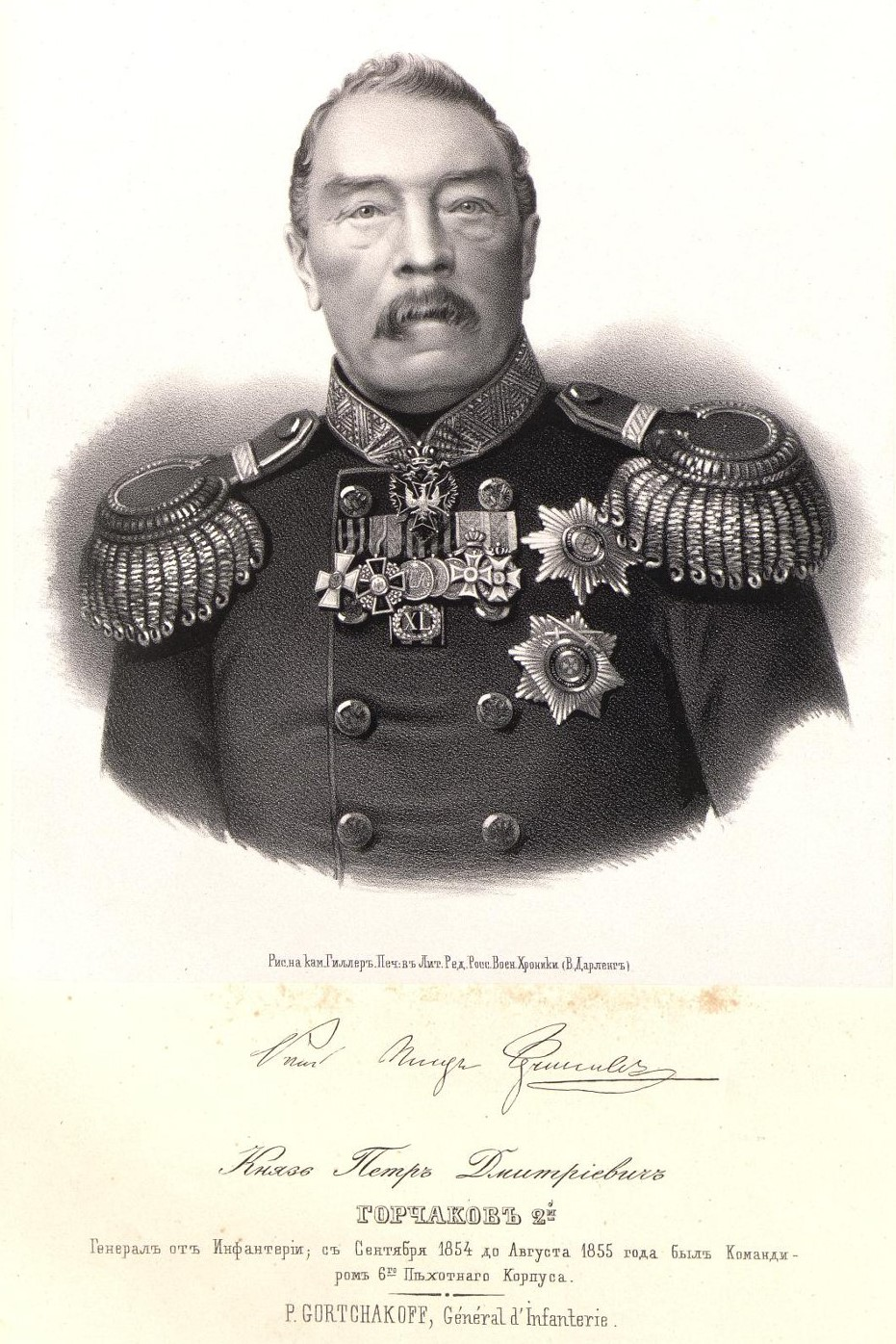
ピョートル・ドミートリエヴィチ・ゴルチャコフ公、1858年から1861年の間の作品。

ピョートル・ドミートリエヴィチ・ゴルチャコフ公（ロシア語: Пётр Дми́триевич Горчако́в、1790年6月24日 - 1868年3月6日 モスクワ）は、ロシア帝国の貴族、軍人。ゴルチャコフ家出身。

## 生涯
1806年から1812年までの露土戦争でミハイル・カメンスキーとミハイル・クトゥーゾフの部下として従軍、1813年から1814年の第六次対仏大同盟戦争にも参戦した。1820年にカフカースでの反乱を鎮圧して少将に昇進した後、1828年から1829年までの露土戦争でピョートル・ヴィトゲンシュテインの部下として戦い、講和条約である1829年のアドリアノープル条約締結にも関わった。1839年に東シベリア総督を務めた後、1851年に引退したが、1853年にクリミア戦争が勃発すると皇帝ニコライ1世に復帰を申し出、クリミアで第6軍を指揮するよう命じられた。彼は1854年のアルマ川の戦いとインケルマンの戦いを指揮した。1868年、モスクワで死去した。